# Roger Blachon
Roger Blachon (* 30. Juni 1941 in Romans-sur-Isère; † 2. April 2008 in Marseille) war ein französischer Cartoonist.

## Leben
Roger Blachon war ein Zeichenlehrer und Journalist. Der Autor zahlreicher Zeichnungssammlungen war ein Mitarbeiter der Sport-Tageszeitung L’Équipe und zeichnete für Zeitschriften wie Planète, die Jugendzeitschrift Okapi oder Penthouse. Er illustrierte zahlreiche Kinderbücher und ist für seinen Humor bekannt, seine Zeichnungen beziehen sich häufig auf Sport und Zusammenkünfte. Seine Motive wurden auch für Puzzles verwendet.
Er starb am 2. April 2008 an Krebs. Er wurde 66 Jahren alt.

## Werke
- Roger Blachon: Roger Blachon Album. ISBN 3-453-35627-6